# Andrei de Bergamo
Andrei de Bergamo (în limba latină: Andreas Bergomas sau Bergomatis) a fost un cronicar franco-longobard din Italia de la finele secolului al IX-lea. 
Originar din Bergamo, Andrei a compus în 877 o continuare a celebrei Historia Langobardorum a lui Paul Diaconul. Această scurtă contribuție, numită uneori Andreæ presbyteri Bergomatis chronicon, merge cu narațiunea până la sfârșitul anilor '70 ai secolului. Lucrarea constituie o importantă sursă primară pentru vremurile sale, referindu-se în special la istoria Italiei, cu accent pe cea a Lombardiei, și constituie cel mai bun izvor pentru dispute de succesiune care a urmat morții împăratului Ludovic al II-lea.
Andrei s-a aflat în dubla postură de longobard și de franc, văzând în Imperiul Carolingian o unitate deplină și inserează elementele istoriei carolingienilor în a sa "historia Langobardorum".

## Opere
- Chronicon Arhivat în 26 septembrie 2007, la Wayback Machine. la Institut für Mittelalter Forschung.